# 500 Milhas de Indianápolis de 2002
As 500 Milhas de Indianápolis de 2002 foi a 86ª edição da prova e a quinta prova da temporada. A prova aconteceu no Indianapolis Motor Speedway no dia 26 de maio, e o vencedor foi o piloto brasileiro Hélio Castroneves, da equipe Penske.

## Grid
| Fila | Abre a fila           | Meio da fila      | Fecha a fila         |
| ---- | --------------------- | ----------------- | -------------------- |
| 1    | Bruno Junqueira       | Robbie Buhl       | Raul Boesel          |
| 2    | Felipe Giaffone       | Tony Kanaan (R)   | Eddie Cheever (W)    |
| 3    | Sam Hornish, Jr.      | Scott Sharp       | Sarah Fisher         |
| 4    | Tomas Scheckter (R)   | Robby Gordon      | Al Unser, Jr. (W)    |
| 5    | Hélio Castroneves (W) | Gil de Ferran     | Jeff Ward            |
| 6    | Laurent Rédon (R)     | Rick Treadway (R) | Max Papis (R)        |
| 7    | Jimmy Vasser          | Buddy Lazier (W)  | Kenny Bräck (W)      |
| 8    | Richie Hearn          | Billy Boat        | Arie Luyendyk (W)    |
| 9    | Michael Andretti      | Alex Barron (R)   | Shigeaki Hattori (R) |
| 10   | Dario Franchitti (R)  | Paul Tracy        | Airton Daré          |
| 11   | Greg Ray              | George Mack (R)   | Mark Dismore         |

### Não conseguiram vaga para a corrida
- Billy Roe (Zali Racing - #81) - bumpeado do grid
- Jimmy Kite (Sam Schmidt Motorsports - #99) - abortou suas tentativas de volta rápida durante o Bump Day
- Robby McGehee (Cahill Racing - #10) - desistiu
- Oriol Servià (Walker Racing - #15) - desistiu
- Scott Harrington (Brayton Racing - #37) - desistiu
- Donnie Beechler (Foyt - #14T) - não marcou tempo
- John de Vries (Brayton Racing - #37) - substituído por Scott Harrington
- Anthony Lazzaro (Sam Schmidt Motorsports - #99) - substituído por Jimmy Kite
- Johnny Herbert (Duesenberg Brothers Racing - #32) - desistiu

### Corrida
| Pos final | Pos inicial | N.º | Nome                  | Qual    | Rank | Voltas | Led | Posição        |
| --------- | ----------- | --- | --------------------- | ------- | ---- | ------ | --- | -------------- |
| 1         | 13          | 3   | Hélio Castroneves (V) | 229.052 | 13   | 200    | 24  | Corrida        |
| 2         | 29          | 26  | Paul Tracy            | 228.006 | 23   | 200    | 0   | Corrida        |
| 3         | 4           | 21  | Felipe Giaffone       | 230.326 | 4    | 200    | 12  | Corrida        |
| 4         | 26          | 44  | Alex Barron (R)       | 228.580 | 18   | 200    | 7   | Corrida        |
| 5         | 6           | 51  | Eddie Cheever (V)     | 229.786 | 6    | 200    | 0   | Corrida        |
| 6         | 22          | 20  | Richie Hearn          | 227.233 | 29   | 200    | 0   | Corrida        |
| 7         | 25          | 39  | Michael Andretti      | 228.713 | 15   | 200    | 0   | Corrida        |
| 8         | 11          | 31  | Robby Gordon          | 229.127 | 11   | 200    | 0   | Corrida        |
| 9         | 15          | 9   | Jeff Ward             | 228.557 | 17   | 200    | 0   | Corrida        |
| 10        | 14          | 6   | Gil de Ferran         | 228.671 | 16   | 200    | 13  | Corrida        |
| 11        | 21          | 22  | Kenny Bräck (V)       | 227.240 | 28   | 200    | 0   | Corrida        |
| 12        | 12          | 7   | Al Unser, Jr. (V)     | 229.058 | 12   | 199    | 1   | Corrida        |
| 13        | 30          | 14  | Airton Daré           | 227.760 | 25   | 199    | 0   | Corrida        |
| 14        | 24          | 55  | Arie Luyendyk (V)     | 228.848 | 14   | 199    | 0   | Corrida        |
| 15        | 20          | 91  | Buddy Lazier (V)      | 227.495 | 27   | 198    | 0   | Accident       |
| 16        | 2           | 24  | Robbie Buhl           | 231.033 | 2    | 198    | 0   | Corrida        |
| 17        | 32          | 30  | George Mack (R)       | 227.150 | 31   | 198    | 0   | Corrida        |
| 18        | 23          | 98  | Billy Boat            | 226.589 | 33   | 198    | 0   | Corrida        |
| 19        | 28          | 27  | Dario Franchitti (R)  | 228.177 | 20   | 197    | 0   | Corrida        |
| 20        | 27          | 12  | Shigeaki Hattori (R)  | 228.192 | 19   | 197    | 0   | Motor          |
| 21        | 3           | 2   | Raul Boesel           | 230.613 | 3    | 197    | 0   | Corrida        |
| 22        | 16          | 34  | Laurent Rédon (R)     | 228.106 | 21   | 196    | 0   | Accident       |
| 23        | 18          | 53  | Max Papis (R)         | 227.941 | 24   | 196    | 0   | Corrida        |
| 24        | 9           | 23  | Sarah Fisher          | 229.439 | 9    | 196    | 0   | Corrida        |
| 25        | 7           | 4   | Sam Hornish, Jr.      | 229.585 | 7    | 186    | 0   | Corrida        |
| 26        | 10          | 52  | Tomas Scheckter (R)   | 229.210 | 10   | 172    | 85  | Accident       |
| 27        | 8           | 8   | Scott Sharp           | 229.486 | 8    | 137    | 3   | Motor          |
| 28        | 5           | 17  | Tony Kanaan (R)       | 230.253 | 5    | 89     | 23  | Accident       |
| 29        | 17          | 5   | Rick Treadway (R)     | 228.039 | 22   | 88     | 0   | Accident       |
| 30        | 19          | 19  | Jimmy Vasser          | 227.743 | 26   | 87     | 0   | Caixa de Velo. |
| 31        | 1           | 33  | Bruno Junqueira       | 231.342 | 1    | 87     | 32  | Caixa de Velo. |
| 32        | 33          | 99  | Mark Dismore          | 227.096 | 32   | 58     | 0   |                |
| 33        | 31          | 11  | Greg Ray              | 227.155 | 30   | 28     | 0   | Accident       |

(V) = vencedor; (R) = rookie

## Polêmica

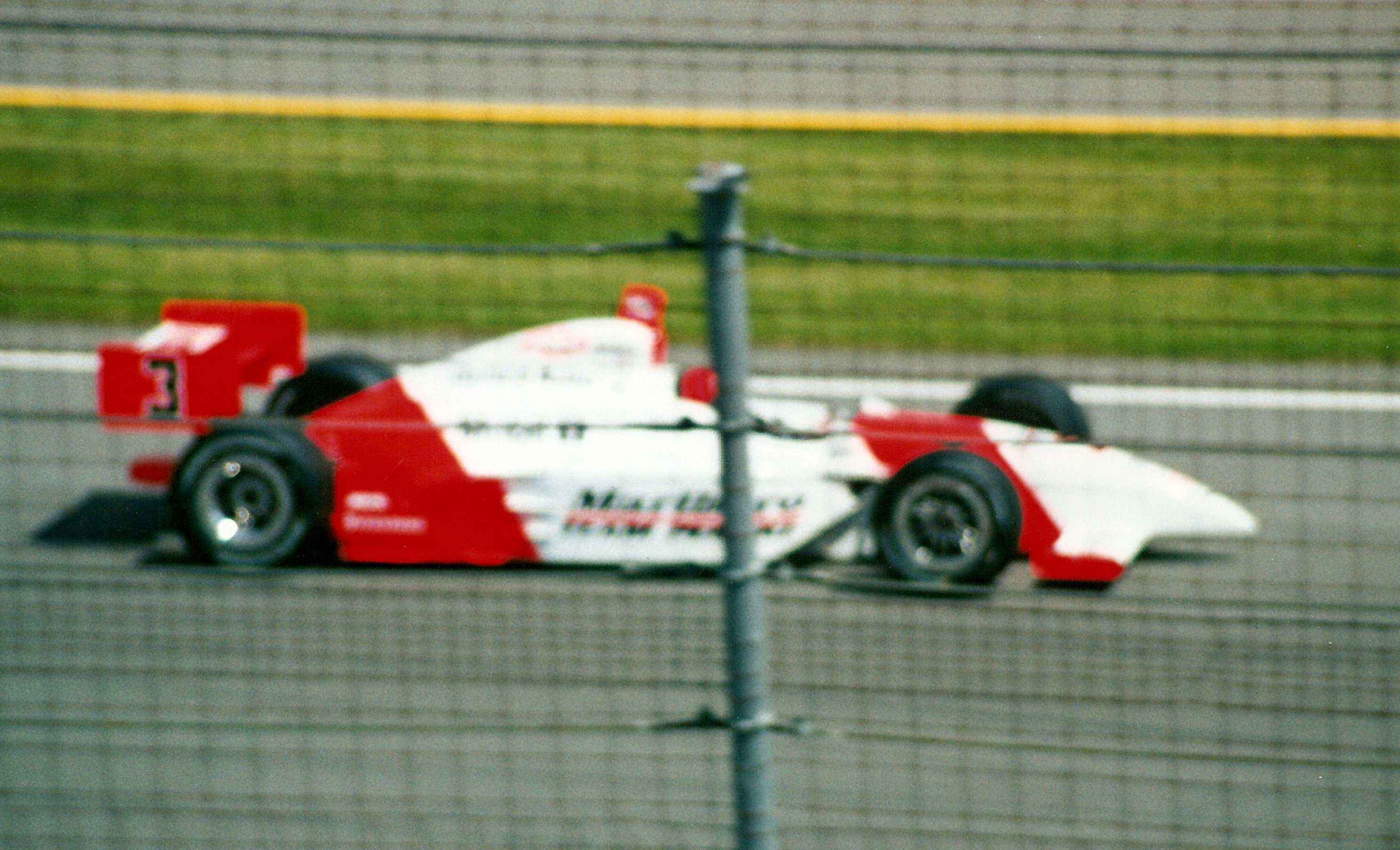
Hélio Castroneves, vencedor da Indy 500 de 2002.

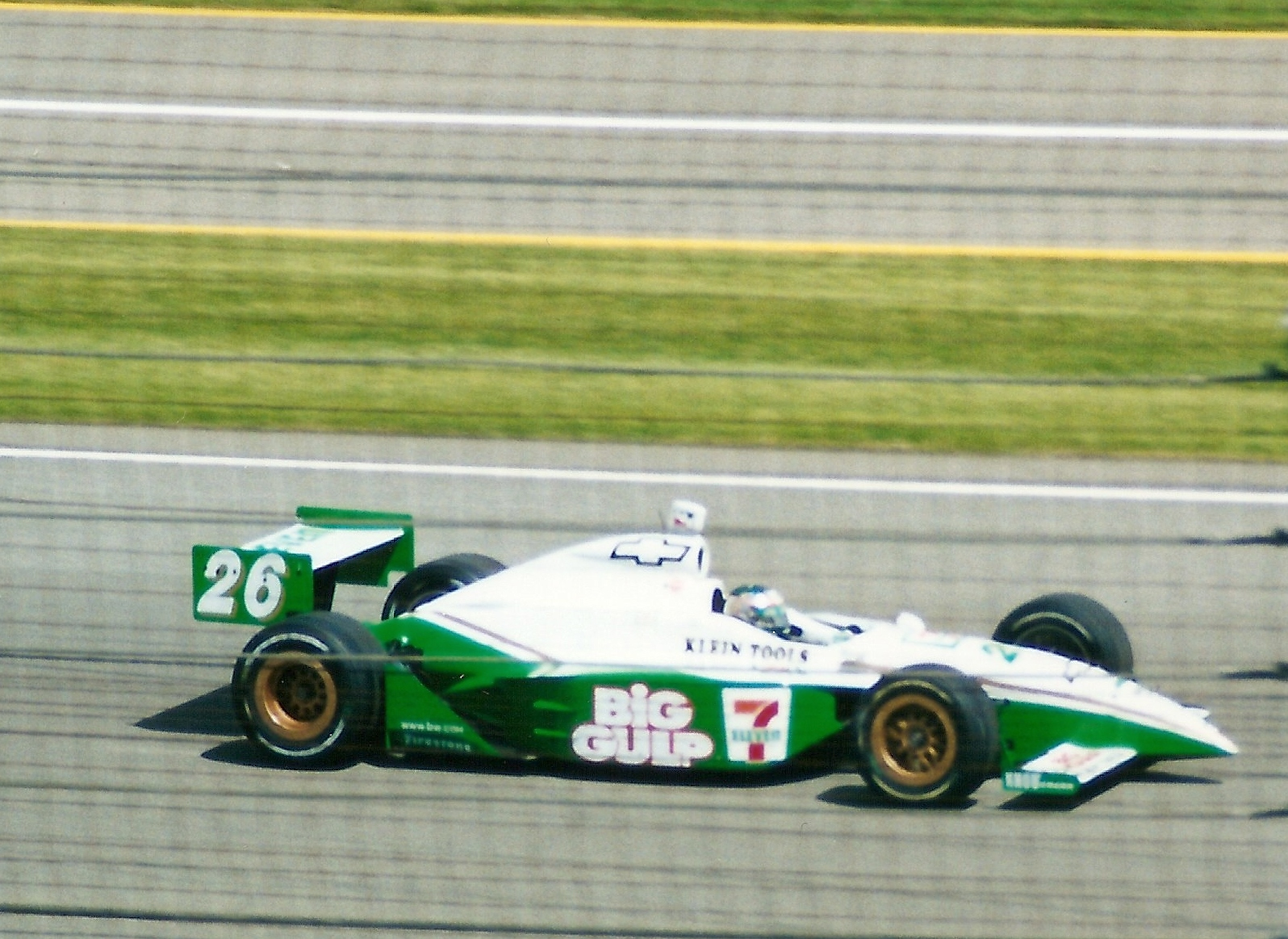
Paul Tracy, segundo colocado da corrida.

Na volta 199, o francês Laurent Rédon e o americano Buddy Lazier batem na curva 4, no momento em que Paul Tracy ultrapassava Hélio Castroneves e assumiria a liderança. O brasileiro chegou a levar um susto ao ver a luz amarela acesa (pensava que se tratava de combustível). Além dos dois, Felipe Giaffone e Alex Barron também chegaram a brigar pelo triunfo.
No momento em que a bandeira amarela foi acionada, Tracy já havia ultrapassado Castroneves, mas o piloto brasileiro acabaria herdando a vitória, cruzando a linha de chegada atrás do pace-car. Revoltado, o canadense alegara que já havia superado Helinho antes da bandeira amarela, e a Green (equipe de Tracy) também contestou a decisão. Após duas horas, o resultado: Hélio Castroneves foi oficializado como vencedor da corrida. Foi comentado, inclusive, que a decisão foi política, uma vez que a Green (então uma equipe da CART) se inscrevera apenas para a Indy 500 e não era de interesse da IRL uma escuderia da categoria rival vencer a tradicional prova.